# Üçtəpə (Cəlilabad)
Üçtəpə è un comune dell'Azerbaigian situato nel distretto di Cəlilabad. Conta una popolazione di 5 748 abitanti.